# Nadagara cinctipuncta
Nadagara cinctipuncta är en fjärilsart som beskrevs av Louis Beethoven Prout 1929. Nadagara cinctipuncta ingår i släktet Nadagara och familjen mätare. Inga underarter finns listade i Catalogue of Life.